# Nephalius
Nephalius is een kevergeslacht uit de familie van de boktorren (Cerambycidae). De wetenschappelijke naam van het geslacht werd voor het eerst geldig gepubliceerd in 1841 door Newman.

## Soorten
Nephalius omvat de volgende soorten:
- Nephalius cassus Newman, 1841
- Nephalius levigatus Martins & Galileo, 2012
- Nephalius spiniger (Blanchard, 1847)